# Visual Cafe
Visual Café（更正式來說叫Visual Café for Java）是一套Java程式語言的整合開發環境，環境中包含一個圖像化的建立器（Builder）。
Visual Café有一系列的版本，包括標準版（Standard Edition）、企業套餐（Enterprise Suite）、專家版（Expert Edition）、專業版（Professional Edition）以及開發版（Development Edition）。其中企業套餐特別具備了分散式CORBA與RMI等的支援與除錯功能。
Visual Café最初是由賽門鐵克（Symantec）公司所發創，之後該公司將原有的程式開發工具部門分立出去，成為一家獨立公司，稱為WebGain，Visual Café則成為WebGain公司所屬的旗艦級產品。
之後WebGain公司也收併數項技術，包括TopLink等。到了2002年在WebGain公司停止營運前，WebGain公司將TopLink轉售給甲骨文（Oracle）公司，而Visual Café則找不到合適的買主，使的Visual Café就此停止後續發展，也再也沒有商業性販售。

## 外部連結
- CRN的專文，談論WebGain公司的停歇-（英文）
- JavaWorld對WebGain公司的Visual Café所進行的評賞 （页面存档备份，存于）-（英文）